# Benthocardiella rakiura
Benthocardiella rakiura är en musselart som beskrevs av Powell 1939. Benthocardiella rakiura ingår i släktet Benthocardiella och familjen Condylocardiidae. Inga underarter finns listade i Catalogue of Life.